# Układ MULTIFEED

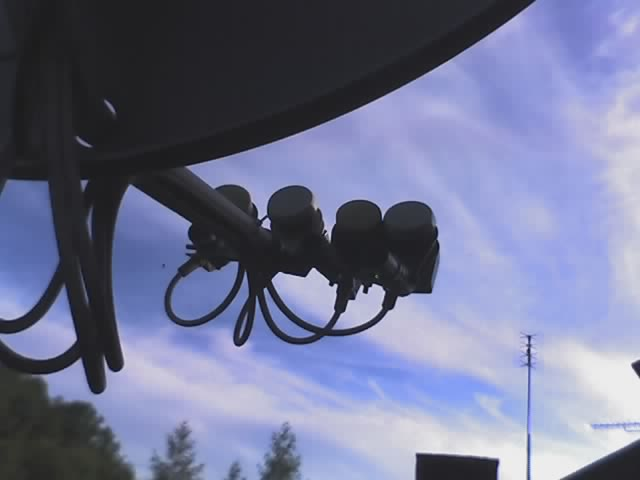
Przykładowa instalacja multifeed

Układ multifeed to instalacja antenowa telewizji satelitarnej tzw. "zez", polega na zamontowaniu do jednej czaszy satelitarnej kilku konwerterów satelitarnych ustawionych obok siebie, takie rozwiązanie pozwala na odbiór przekazów radiowo-telewizyjnych z kilku satelitów ustawionych na różnych pozycjach geograficznych. Najpopularniejszym układem multifeed w Polsce jest ustawienie czaszy satelitarnej z głównym konwerterem znajdującym się w ognisku czaszy na satelitę HOT BIRD 13°E oraz instalacja z boku dodatkowego konwertera ustawionego na satelitę ASTRA 19,2°E.
W układach multifeed sprawdzają się anteny o średnicach powyżej 80 cm. należy pamiętać, iż konwertery "boczne" zamocowane poza ogniskiem czaszy odbierają sygnał o słabszej mocy, wyjątek stanowią układy zbudowane w oparciu o czasze satelitarne wieloogniskowe skonstruowane specjalnie do tego typu zastosowań z oryginalnym mocowaniem na większą liczbę konwerterów.
Przełączanie konwerterów odbywa się za pomocą przełącznika konwerterów, istnieją różne przełączniki konwerterów: manualne, przełączane pilotem, sterowane napięciem 12 V oraz obecnie najpopularniejsze sterowane sygnałem DiSEqC (sygnał taki wysyła tuner satelitarny automatycznie po wcześniejszym zaprogramowaniu).
opis instalacji na zdjęciu obok: konwerter główny ustawiony na satelitę 4.8°E Sirius z jego lewej strony (patrząc od strony mocowania czaszy do masztu) znajduje się konwerter ustawiony na pozycję 4.0°W Amos, z prawej zaś usytuowane są kolejno konwertery ustawione na pozycje 13.0°E Hot Bird i 19.2°E Astra.